# Mike Woodson
Michael „Mike“ Dean Woodson (* 24. März 1958 in Indianapolis, Indiana) ist ein ehemaliger US-amerikanischer Basketballspieler heutiger -trainer. Seit März 2021 ist Woodson Trainer des Basketballteams der Indiana Hoosiers an der Indiana University Bloomington, seiner Alma Mater. Woodson absolvierte elf Spielzeiten in der NBA bei sechs verschiedenen Teams. 2004 wurde er als Assistant Coach mit den Detroit Pistons NBA-Champion. Später war er für neun Saisons Headcoach bei den Atlanta Hawks und den New York Knicks.

## Spieler

### College
Woodson spielte vier Jahre für die Indiana Hoosiers der Indiana University unter Bob Knight. 1979 gewann Woodson dort das NIT-Turnier. Außerdem erreichte das Team mit Woodson zweimal die Sweet Sixteen der NCAA Division I Basketball Championship.

### NBA
Woodson wurde in der NBA-Draft 1980 an 12. Stelle von den New York Knicks ausgewählt. Nach einer Saison wurde er zu den New Jersey Nets transferiert. In derselben Saison wurde Woodson nach sieben Spielen von den Nets an die Kansas City Kings abgegeben. Bei den Kings spielte Woodson fünf Saisons und erzielte im Schnitt 16,3 Punkte. Nach der Saison 1985/86 gaben die Kings Woodson an die Los Angeles Clippers ab. Dort erzielte er in zwei Saisons durchschnittlich 17,5 Punkte.
Nach weiteren zwei Saisons wurde Woodson bei den Houston Rockets entlassen und unterschrieb bei den Cleveland Cavaliers. Dort wurde er nach nur 4 Spielen am 24. Dezember 1990 auch entlassen. Damit beendete Woodson nach der Saison 1990/91 seine Spielerkarriere.

## Trainer
Woodson startete seine Trainerkarriere bei den Milwaukee Bucks als Assistenztrainer. Es folgten Stationen als Assistenztrainer bei den Cleveland Cavaliers, den Philadelphia 76ers und den Detroit Pistons. Mit den Pistons gewann er unter Headcoach Larry Brown in der Saison 2003/04 die NBA-Meisterschaft.
Nach dem Gewinn der NBA-Meisterschaft verpflichteten die Atlanta Hawks Woodson als Headcoach. Dort trat er die Nachfolge von Terry Stotts an. In der ersten Saison mit Woodson beendeten die Hawks die Saison mit einer desaströsen 13–69 Bilanz. In 7 Saisons konnte Woodson die Hawks dreimal in die Playoffs führen. Davon zweimal in die Eastern Conference Semifinals. Nach der Saison 2009/10 wurde Woodsons Vertrag von den Hawks nicht verlängert.
Zur Saison 2011/12 wurde Woodson Assistenztrainer bei den New York Knicks. Mike D’Antoni trat während der Saison am 14. März 2012 als Headcoach der Knicks zurück und Woodson übernahm die Stelle. Er führte die Knicks in dieser Saison und der nächsten beide Male in die Playoffs. In der darauffolgenden Saison 2013/14 erreichten die Knicks jedoch nicht die Playoffs – daraufhin wurde Woodson gefeuert und Derek Fisher als neuer Headcoach verpflichtet.
Seit der Saison 2014/15 ist Woodson als Assistenztrainer bei den Los Angeles Clippers unter Vertrag.